# 芬蘭廣播公司主題頻道
芬蘭廣播公司主題頻道是芬蘭廣播公司一條於2001年8月27日開播的公共電視頻道，以播放文化、科技和學習節目為主。這條頻道在星期六設有「星期六主題」（Teemalauantai）節目時段，這時則會主要播出各類紀錄片和經典國際電影。2017年4月27日，芬蘭廣播公司主題頻道與芬蘭廣播公司第五台合併成「芬蘭廣播公司主題和第五頻道」（Yle Teema & Fem）。